# Amanda Burton
Amanda Burton (10 de octubre de 1956) es una actriz de Irlanda del Norte. Sus créditos notables incluyen a Heather Haversham en la telenovela de Channel 4 Brookside (1982-1986), Beth Glover en la serie dramática de ITV Peak Practice (1993-1995), Sam Ryan en la serie dramática criminal de la BBC Silent Witness (1996-2004, 2022), Clare Blake en la serie dramática criminal de ITV The Commander (2003-2008), Karen Fisher en la serie dramática escolar de la BBC Waterloo Road (2010-2011) y Katherine Maguire en la serie de detectives de ITV Marcella (2020).

## Primeros años y educación
Burton nació en Derry, Irlanda del Norte, la más joven de cuatro hermanas. Su padre, Arthur Burton, era director de la escuela primaria Ballougry, a la que asistió cuando era niña. Se crio en Ballougry, una ciudad rural en las afueras del suroeste de la ciudad de Derry, donde su familia vivía en una casa al lado de la escuela primaria de Ballougry, justo al lado del límite del condado de Londonderry con el condado de Donegal. Después de asistir a la Londonderry High School, se mudó a Inglaterra a la edad de 18 años, donde pasó tres años estudiando teatro en la Manchester Metropolitan School of Theatre.

## Carrera
Aunque es más conocida por sus papeles en televisión, Burton había trabajado casi exclusivamente en teatro antes de conseguir el papel de Heather Haversham en la serie dramática insignia de Channel 4 con sede en Liverpool, Brookside. Después de casi cuatro años en el papel, tiempo durante el cual Heather se había convertido en una de las residentes más populares del programa de Brookside Close, comenzó a perder simpatía por su personaje y decidió irse. Después de su partida, su trabajo en televisión consistió principalmente en apariciones como invitada, con papeles en varias series dramáticas de gran éxito, entre ellas Minder, Inspector Morse, Boon, Medics, Van Der Valk, Stay Lucky y Lovejoy.
En 1993, Burton protagonizó junto a Kevin Whately Peak Practice. Interpretó el papel de la Doctora Beth Glover en la serie de drama médico, ambientada en Peak District de Derbyshire, durante tres temporadas hasta su partida en 1995. En 1996 asumió el papel principal de la profesora Sam Ryan en el aclamado drama de la BBC Silent Witness ; ocupó este papel hasta 2004. Aunque su decisión de retratar a Ryan como una personalidad reflexiva, a veces mirando al vacío, fue satirizada por la comediante Jennifer Saunders, ayudó a sentar las bases de lo que se convertiría en una de las series más populares de la BBC, que continuó en emisión, aunque sin ella, hasta su regreso en 2021.
Después de Silent Witness, asumió el papel principal de la fiscal Helen West en una serie basada en las novelas de Frances Fyfield . También interpretó a la tía Polly en una nueva versión de 2003 de Pollyanna y a la comandante Clare Blake en el drama de Lynda La Plante, The Commander.
En 2010, Burton apareció en la sexta temporada del drama de la BBC Waterloo Road como la nueva directora Karen Fisher, y abandonó el programa en 2011. Participó en Celebrity Masterchef de BBC1 y llegó a las semifinales. Apareció como la esposa de un gánster, Cherie Le Saux, en el drama de ITV The Level en otoño de 2016. En 2020, tuvo un papel protagónico como la matriarca de la familia criminal Katherine Maguire en la tercera temporada de Marcella.

## Vida personal
En 1976, Burton se casó con el técnico de teatro Jonathan Hartley, a quien conoció mientras estudiaba en la Escuela de Teatro de Mánchester. Se divorciaron en 1982. Se casó con el fotógrafo profesional Sven Arnstein en 1989 y la pareja tuvo dos hijas antes de divorciarse en 2004. Burton vive actualmente en Hastings, East Sussex (en 2016).

## Caridad
Burton es embajadora en The Children's Trust, una organización benéfica del Reino Unido para niños con lesiones cerebrales y neurodiscapacidad.

## Filmografía

### Películas
| Año  | Título         | Role  |
| ---- | -------------- | ----- |
| 2009 | Bronson        | Mamá  |
| 2020 | Cuerpo de agua | Susan |

### Televisión
| Year            | Title                        | Role                       | Notes                                  |
| --------------- | ---------------------------- | -------------------------- | -------------------------------------- |
| 1982–1986       | Brookside                    | Heather Haversham          | Papel regular                          |
| 1987–1988       | Boon                         | Margaret Daly              | Papel protagonista; 14 episodios       |
| 1988            | Inspector Morse              | Mirella Lunghi             | Episodio: "The Settling of the Sun"    |
| 1989            | Where There's A Will         | Alice                      | Telefilme                              |
| 1989            | Frederick Forsyth Presents   | Nicola                     | Episodio: "A Casualty of War"          |
| 1990            | Medics                       | Vikki                      | Episodio: "Jessica"                    |
| 1990            | The Storyteller: Greek Myths | Aithra                     | 1 episodio                             |
| 1991            | Van der Valk                 | Elly van Roekel            | Episodio: "Doctor Hoffmann's Children" |
| 1991            | Stay Lucky                   | Jane Higgs                 | Episodio: "The Food of Love"           |
| 1992            | Lovejoy                      | Bonnie Wright              | Episodio: "Kids"                       |
| 1993            | Minder                       | Prosecuting Counsel        | Episodio: "Looking for Mr. Goodtime"   |
| 1993–1995       | Peak Practice                | Dr. Beth Glover/Kerruish   | Papel regular; 36 episodes             |
| 1996            | Screen Two                   | Rosie Willis               | Episodio: "The Precious Blood"         |
| 1996–2004, 2022 | Silent Witness               | Prof. Sam Ryan             | Regular role                           |
| 1998            | The Gift                     | Lynn                       | Telefilme                              |
| 1999            | Forgotten                    | Rachel Monroe/Carla Hayden | 3 episodios                            |
| 2000            | Little Bird                  | Rachel Lewis               | Telefilme                              |
| 2001            | The Whistle-Blower           | Laura Tracey               | 2 episodios                            |
| 2002            | The Helen West Casebook      | Helen West                 | 3 episodios                            |
| 2003            | Pollyanna                    | Aunt Polly                 | Telefilme                              |
| 2003–2008       | The Commander                | Commander Clare Blake      | Papel protagonista; 17 episodios       |
| 2009            | Agatha Christie's Marple     | Sister Clotilde            | Episodio: "Nemesis"                    |
| 2010–2011       | Waterloo Road                | Karen Fisher               | Papel regular; 28 episodes             |
| 2015            | Midsomer Murders             | Carole Latimer             | Episodio: "Murder by Magic"            |
| 2016            | The Level                    | Cherie Le Saux             | 6 episodios                            |
| 2020            | White House Farm             | June Bamber                | 6 episodios                            |
| 2020            | Marcella                     | Katherine Maguire          | 8 episodios                            |
| 2021            | Anne Boleyn                  | Anne Shelton               | 3 episodios                            |

### Presentador
| Año  | Título                         | Notas          |
| ---- | ------------------------------ | -------------- |
| 2013 | Amanda Burton: Forense asesino | Descubrimiento |

## Premios y nominaciones
| Año | Organización | Categoría | Obra nominada | Resultado |
| --- | --- | --- | --- | --------- |
| 1998 | Premio Nacional de Televisión | La actriz más popular | Testigo silencioso \|rowspan="" style="background-color: var(--background-color-success-subtle, #cccccc); color:inherit;; text-align:center; vertical-align:middle;" \|   |           |
| 1999 \|rowspan="" style="background-color: var(--background-color-success-subtle, #cccccc); color:inherit;; text-align:center; vertical-align:middle;" \| | Premio Nacional de Televisión | La actriz más popular | Testigo silencioso \|rowspan="" style="background-color: var(--background-color-success-subtle, #cccccc); color:inherit;; text-align:center; vertical-align:middle;" \|   |           |
| Premio <i id="mwAdE">TV Quick</i> | rowspan="" style="background-color: var(--background-color-success-subtle, #cccccc); color:inherit;; text-align:center; vertical-align:middle;" \| | | Testigo silencioso \|rowspan="" style="background-color: var(--background-color-success-subtle, #cccccc); color:inherit;; text-align:center; vertical-align:middle;" \|   |           |
| 2001 | Premio Nacional de Televisión | La actriz más popular \|rowspan="" style="background-color: var(--background-color-success-subtle, #cccccc); color:inherit;; text-align:center; vertical-align:middle;" \| | Testigo silencioso \|rowspan="" style="background-color: var(--background-color-success-subtle, #cccccc); color:inherit;; text-align:center; vertical-align:middle;" \|   |           |
| rowspan="" style="background-color: var(--background-color-success-subtle, #cccccc); color:inherit;; text-align:center; vertical-align:middle;" \|        | Premio Nacional de Televisión | La actriz más popular \|rowspan="" style="background-color: var(--background-color-success-subtle, #cccccc); color:inherit;; text-align:center; vertical-align:middle;" \| | Testigo silencioso \|rowspan="" style="background-color: var(--background-color-success-subtle, #cccccc); color:inherit;; text-align:center; vertical-align:middle;" \|   |           |
| 2004 | Premio IFTA | rowspan="" style="background-color: var(--background-color-success-subtle, #cccccc); color:inherit;; text-align:center; vertical-align:middle;" \|                         | Testigo silencioso \|rowspan="" style="background-color: var(--background-color-success-subtle, #cccccc); color:inherit;; text-align:center; vertical-align:middle;" \|   |           |
| 2011 | Premio TV Quick | Mejor actriz | Carretera de Waterloo\|rowspan="" style="background-color: var(--background-color-success-subtle, #cccccc); color:inherit;; text-align:center; vertical-align:middle;" \| |           |